# Tarigidia aequiglumis
Tarigidia aequiglumis är en gräsart som först beskrevs av Antonie Petrus Gerhardy Goossens, och fick sitt nu gällande namn av Sydney Margaret Stent. Tarigidia aequiglumis ingår i släktet Tarigidia och familjen gräs. Inga underarter finns listade i Catalogue of Life.